# 裴遵庆
裴遵慶（？—775年），字少良，绛州闻喜（今山西聞喜縣）人，唐朝宰相。

## 生平
裴遵庆出自河東裴氏定著五房之一的中眷裴，自幼好學不倦，博覽群經，不涉當世之務。遵慶以父荫擔任兴宁陵丞，又调整為大理丞，擢拔為吏部员外郎，判南曹。遵庆任官以精核文簿見稱，时称吏事第一，因而廣為知名。惟時值天寶年間，楊國忠當政，凡不順從楊國忠者例必被貶官，裴遵慶也因不服楊國忠，被派在外任郡守。
肃宗时，歷官吏部侍郎，清正介直，为宰相萧华所称赞，得拜黄门侍郎、同中书门下平章事。至代宗時，胡將僕固懷恩拒命於汾州，代宗派遣裴遵庆慰问，仆固怀恩见到裴遵庆之后，抱着他的脚大哭，訴說冤屈，裴遵庆劝他入朝。永泰元年（765年），罢为集贤院待制，後又改任吏部尚書。晚年以尚书右僕射復知选事。大歷十年（775年）去世，年九十餘。
有子裴向，歷任太子司議郎、京兆府戶曹、京兆少尹、吏部尚书等，娶博陵崔氏、范阳卢氏，生扬州大都督府右司马护军、河东县开国男、食邑三百户裴寰。

## 逸事
據《大唐傳載》記載，裴遵慶二十歲入仕時頭裹折上巾子，不隨俗樣。直到他九十歲時裹的頭巾仍是年少時的樣式。后來這種樣式的頭巾就被稱為「僕射樣」。

## 延伸阅读
[在维基数据编辑]
 《舊唐書/卷113》，出自刘昫《舊唐書》
 《新唐書/卷140》，出自《新唐書》